# Anancistrogera
Anancistrogera är ett släkte av insekter. Anancistrogera ingår i familjen Gryllacrididae.
Kladogram enligt Catalogue of Life:
| Anancistrogera | \| \| Anancistrogera bicornuta \| \| \| \| \| \| Anancistrogera brachyptera \| \| \| \| \| \| Anancistrogera ceylonica \| \| \| \| \| \| Anancistrogera chopardi \| \| \| \| \| \| Anancistrogera crucispina \| \| \| \| \| \| Anancistrogera dubia \| \| \| \| \| \| Anancistrogera fuscinervis \| \| \| \| \| \| Anancistrogera isseli \| \| \| \| \| \| Anancistrogera limbaticollis \| \| \| \| \| \| Anancistrogera nigrogeniculata \| \| \| \| \| \| Anancistrogera palauensis \| \| \| \| \| \| Anancistrogera plebeja \| \| \| \| \| \| Anancistrogera recticauda \| \| \| \| \| \| Anancistrogera sarasini \| \| \| \| |
|                | \| \| Anancistrogera bicornuta \| \| \| \| \| \| Anancistrogera brachyptera \| \| \| \| \| \| Anancistrogera ceylonica \| \| \| \| \| \| Anancistrogera chopardi \| \| \| \| \| \| Anancistrogera crucispina \| \| \| \| \| \| Anancistrogera dubia \| \| \| \| \| \| Anancistrogera fuscinervis \| \| \| \| \| \| Anancistrogera isseli \| \| \| \| \| \| Anancistrogera limbaticollis \| \| \| \| \| \| Anancistrogera nigrogeniculata \| \| \| \| \| \| Anancistrogera palauensis \| \| \| \| \| \| Anancistrogera plebeja \| \| \| \| \| \| Anancistrogera recticauda \| \| \| \| \| \| Anancistrogera sarasini \| \| \| \| |
|                | Anancistrogera bicornuta |
|                | |
|                | Anancistrogera brachyptera |
|                | |
|                | Anancistrogera ceylonica |
|                | |
|                | Anancistrogera chopardi |
|                | |
|                | Anancistrogera crucispina |
|                | |
|                | Anancistrogera dubia |
|                | |
|                | Anancistrogera fuscinervis |
|                | |
|                | Anancistrogera isseli |
|                | |
|                | Anancistrogera limbaticollis |
|                | |
|                | Anancistrogera nigrogeniculata |
|                | |
|                | Anancistrogera palauensis |
|                | |
|                | Anancistrogera plebeja |
|                | |
|                | Anancistrogera recticauda |
|                | |
|                | Anancistrogera sarasini |
|                | |